# A Sárkány – Bruce Lee élete
A Sárkány – Bruce Lee élete  (eredeti cím: Dragon: The Bruce Lee Story) 1993-ban bemutatott amerikai életrajzi harcművészeti film, mely fikcionalizálva mutatja be a kínai harcművész és színész Bruce Lee életét. A film rendezője Rob Cohen, forgatókönyvírója Cohen, John Raffo és Edward Khmara. A főszerepben Jason Scott Lee, Lauren Holly, Nancy Kwan és Robert Wagner látható.
A film forgatókönyvének forrásaként az 1975-ös Bruce Lee: The Man Only I Knew című életrajz, amelyet Linda Lee Cadwell írt. További források között szerepel Robert Clouse Bruce Lee: The Biography című könyve, valamint Cohen kutatómunkája, beleértve a Cadwell-lel és Bruce fiával, Brandon Lee-vel készített interjúkat. Ahelyett, hogy hagyományos életrajzi filmet készített volna, Cohen úgy döntött, hogy misztikus elemeket is beiktat, és a harci jeleneteket dramatizálja, hogy a filmnek olyan hangzása legyen, mint azoknak a filmeknek, amelyekben Bruce szerepelt. A Sárkányt elsősorban Hongkongban, Los Angelesben és San Franciscóban forgatták.
A film általánosságban pozitív kritikákat kapott az értékelőktől, akik szórakoztatónak találták, annak ellenére, hogy kritikával illették Bruce tiszteletét. Jasont széles körben dicsérték az alakításáért. A film kereskedelmi sikert aratott, bevételei meghaladták az életrajzi filmek átlagát, amit a romantikus témáknak és a hagyományos kungfufilmek közönségén kívüli emberek bevonzásának köszönhetnek. A következő évben megjelent az azonos című videójáték adaptációja. A Sárkányt Brandonnak ajánlják, aki néhány héttel a megjelenés előtt meghalt.

## Cselekmény
Hongkongban Bruce Lee apja, Lee Hoj-csuen felébred egy rémálomból, amelyben egy Démon nevű fantom kísérti kisfiát. Ezt követően beíratja őt kínai harcművészeti edzésre Jíp Man oktatóhoz. Fiatal felnőttként Bruce brit tengerészekkel harcol, akik egy fiatal kínai nőt zaklatnak, aminek következtében el kell hagynia Hongkongot. Az apja ragaszkodik hozzá, hogy az Egyesült Államokba menjen.
Az Amerikai Egyesült Államokban Bruce mosogatóként kezd el dolgozni egy kínai étteremben, míg verekedésbe nem keveredik négy szakáccsal. Az étterem tulajdonosa azonnal kirúgja, de pénzt is ad neki, és arra bátorítja, hogy menjen főiskolára. Miközben a főiskolán filozófiát tanul, Bruce harcművészeti órákat kezd oktatni, ahol megismerkedik Lindával, egy fehér amerikaival. Bruce feleségül veszi Lindát, dacolva rasszista anyjával, Vivian-nel. Linda azt javasolja, hogy Bruce alapítson egy harcművészeti iskolát, de a kínai származású diákjai azt kérik tőle, hogy csak kínaiakat oktasson. Amikor Bruce ezt elutasítja, kihívják, hogy harcban oldja meg a kérdést. Bruce legyőzi Johnny Sun nevű kihívóját egy titkos, korlátok nélküli mérkőzésen, de a padlón lévő férfi miután elismerte vereségét, megtámadja Bruce-t, aki súlyos hátsérülést szenved. Miközben Bruce ideiglenesen lebénul, Linda segít neki megírni a Tao of Jeet Kune Do című harcművészeti könyvet. Linda életet ad első gyermeküknek, Brandonnak, és a pár kibékül a nő édesanyjával.
Néhány hónappal később, egy Ed Parker által szervezett harcművészeti versenyen Johnny kihívja Bruce-t egy visszavágóra. Bruce legyőzi Johnnyt, kiérdemelve a közönség tiszteletét. Bruce nem tudja, hogy Johnny a harcban szerzett sérülései miatt megnyomorodik. A mérkőzés után Bill Krieger, aki később Bruce menedzsere lesz, felajánlja neki Kato szerepét a The Green Hornet című televíziós sorozatban. Bruce és Krieger a Kung Fu című televíziós sorozat ötletét is megalkotják, és megállapodnak abban, hogy Bruce lesz a főszereplő. Egy szereposztási partin Linda közli, hogy terhes a második gyermekükkel, Shannonnal. Nem sokkal később bejelentik a The Green Hornet törlését. A Kung fu később bekerül a televízióba, de Bruce csalódottságára a fehér színész, David Carradine játssza a főszerepet. Bruce úgy véli, Krieger elárulta őt.
Bruce visszatér Hongkongba apja temetésére. Philip Tan, egy hongkongi filmproducer felkéri Bruce-t, hogy játsszon A nagyfőnök című filmben. Az utolsó jelenet forgatása közben Johnny bátyja, Luke megtámadja Bruce-t, bosszúból Johnny megalázó veresége és az azt követő rokkantsága miatt; Bruce megnyeri a harcot. A Nagyfőnök sikert arat, és Bruce még több filmet forgat, színészként, rendezőként és vágóként is dolgozik. Ez törést okoz Bruce és Linda között, mivel Linda vissza akar térni az Egyesült Államokba. Krieger felajánlja Bruce-nak, hogy egy nagy költségvetésű hollywoodi filmben dolgozhat, amibe Bruce beleegyezik, részben Linda hazatérési vágya miatt.
A sárkány közbelép forgatásának 32. napján, a "tükörterem" jelenet alatt Bruce-nak rémisztő látomása lesz a Démonnal, aki az ő és apja álmait kísértette. Ezúttal, miután megverik, majd megmutatják a saját sírját, Bruce látja a fiát, aki arra buzdítja apját, hogy mentse meg őt. A Démon üldözőbe veszi Brandont, ami arra ösztönzi Bruce-t, hogy visszavágjon, megmentse Brandont, és egy pár nuncsakuval kitörje a Démon nyakát. Bruce később leforgat egy másik jelenetet a Sárkány közbelépből, a filmből, amely nemzetközi sztárrá tette őt. Linda egy rövid interjúban elmondja a nézőknek, hogy Bruce rejtélyes kómába esett, és nem sokkal a film bemutatása előtt meghalt, és azt mondja, hogy bár sokan arról akarnak beszélni, hogyan halt meg, ő inkább arra emlékszik, hogyan élt.

## Szereplők

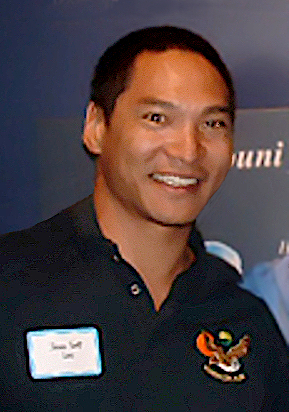
Jason Scott Lee (nem rokon) a képen 2003-ban, Bruce szerepében.

| Szereplő                  | Színész         | Magyar hang      |
| ------------------------- | --------------- | ---------------- |
| Bruce Lee                 | Jason Scott Lee | Harmath Imre     |
| Linda Emery               | Lauren Holly    | Vándor Éva       |
| Bill Krieger              | Robert Wagner   | Izsóf Vilmos     |
| Bruce apja                | Ric Young       | Cs. Németh Lajos |
| Vivian Emery, Linda anyja | Michael Learned | Gyimesi Pálma    |
| Gussie Yang               | Nancy Kwan      | Bessenyei Emma   |
| Bruce Lee mestere         | Luoyong Wang    | Breyer Zoltán    |
| Joe Henderson             | Eric Bruskotter | Csankó Zoltán    |
| Énekes a partin           | Shannon Lee     | eredeti nyelv    |

## Történeti eltérések
A film több ponton is erősen eltér Lee életétől, többek között a halála körülményeiben, de számos más esemény is fiktív benne, például Lee hátsérülésének oka és hongkongi családi körülményei is. Egyes időbehatárolások sem valódiak, például Lee hátsérülésének idején már mindkét gyermeke megszületett, míg a filmben Linda akkor volt állapotos Brandonnal. A forgatókönyvírók dramatizálták azt a kínai szokást is, miszerint lánynevet adnak a fiúgyermekeknek a gonosz szellemek megtévesztése érdekében. A filmben Leet az apja azért íratja be Wing Chunt tanulni, hogy a kisfiú szembeszállhasson a családi átokként kísértő szellemmel, valójában azonban az utcai verekedései miatt kezdett el harcművészetet tanulni.

## Fordítás
- Ez a szócikk részben vagy egészben  a   Dragon: The Bruce Lee Story című angol Wikipédia-szócikk fordításán alapul.  Az eredeti cikk szerkesztőit annak laptörténete sorolja fel. Ez a jelzés csupán a megfogalmazás eredetét és a szerzői jogokat jelzi, nem szolgál a cikkben szereplő információk forrásmegjelöléseként.